# Aktuell Lohnsteuerhilfeverein
Der Aktuell Lohnsteuerhilfeverein e. V. ist ein seit 1996 bundesweit tätiger Lohnsteuerhilfeverein. Über 800 Beratungsstellen betreut der Aktuell Lohnsteuerhilfeverein e. V. seine ca. 300.000 Vereinsmitglieder auf dem Gebiet der  Einkommensteuer. Der Aktuell Lohnsteuerhilfeverein e. V. zählt damit zu den größten, bundesweit tätigen Lohnsteuerhilfevereinen. Der Aktuell Lohnsteuerhilfeverein und der Altbayerische Lohnsteuerhilfeverein haben ihren Sitz in Massing, Bayern.

## Geschichte
Der Verein wurde am 14. November 1996 in das Vereinsregister eingetragen und am 12. Februar 1997 als Lohnsteuerhilfeverein gem. § 13 StBerG anerkannt. Der Aktuell Lohnsteuerhilfeverein e. V. unterhält Beratungsstellen in sämtlichen Bundesländern. Die Vereinsmitglieder zahlen jährliche Mitgliedsbeiträge, die durch eine Beitragsordnung geregelt werden und sozial gestaffelt sind.

## Mitgliedschaft
Die Mitgliedschaft ist Voraussetzung für eine Beratung. 

## Mitgliedsbeiträge
Die jährlichen Mitgliedsbeiträge sind nach der Beitragsordnung sozial gestaffelt.

## Qualitätssicherung
Der Aktuell Lohnsteuerhilfeverein e. V. wird von der Creditreform regelmäßig bonitätszertifiziert.

## Organisation
Die Vereinsmitglieder werden in über 800 im gesamten Bundesgebiet befindliche Beratungsstellen entsprechend § 23 Steuerberatungsgesetz (StBerG) beraten. Diese Beratungsstellen werden durch selbständige Beratungsstellenleiter geführt, die die gesetzlichen Qualifikationsanforderungen erfüllen. Ein Beratungsstellenleiter muss eine einschlägige Berufserfahrung von mindestens drei Jahren vorweisen, ehe die Zulassung durch die zuständige Aufsichtsbehörde (i. d. R. Oberfinanzdirektion) erteilt wird.
Der Verein ist Mitglied im Bundesverband Lohnsteuerhilfevereine e. V.